# ويكيبيديا المايثيلية
ويكيبيديا المايثيلية هي النسخة المايثيلية من موسوعة ويكيبيديا. انطلقت في 6 نوفمبر 2014 ووصل عدد مقالاتها يوم 19 مايو 2025 إلى 14٬212 مقالة و2٬718٬035 عضو مُسجَل منهم 3٬885 مستخدم نشط و55٬124 ملف.
المايثيلية هي لغة من اللغات الهندية الآرية يتحدث بها في ولايتي بيهار وجهارخاند في الهند، وهي واحدة من 22 المعترف بها اللغات الهندية، والتي يتحدث بها أيضًا في شرق تيراي في نيبال وهي ثاني أكثر اللغات انتشارًا في نيبال. وهي أيضًا واحدة من 122 لغة نيبالية معترف بها.

## الإحصائيات
| عدد المستخدمين المسجلين | عدد المستخدمين النشيطين | عدد المقالات | صفحات المحتوى | عدد التعديلات | عدد الملفات المرفوعة | عدد الإداريين |
| ----------------------- | ----------------------- | ------------ | ------------- | ------------- | -------------------- | ------------- |
| 15٬544                  | 35                      | 14٬212       | 44٬391        | 267٬408       | 125                  | 5             |